# Patrick Helmes
Patrick Helmes (Keulen, 1 maart 1984) is een Duits voormalig voetballer die bij voorkeur in de aanval speelde. Hij speelde van 2003 tot en met 2015 voor achtereenvolgens Sportfreunde Siegen, 1. FC Köln, Bayer Leverkusen, VfL Wolfsburg en opnieuw FC Köln. In maart 2007 debuteerde hij tegen Denemarken in het Duits voetbalelftal, waarvoor hij dertien interlands speelde en twee keer scoorde.
Helmes groeide in zijn eerste periode bij FC Köln uit tot aanvoerder. Tijdens zijn eerste seizoen voor Leverkusen scoorde hij 21 competitiedoelpunten, maar in zijn daaropvolgende vakantie scheurde hij de kruisband van zijn rechterknie af. Daardoor was hij tijdens het seizoen 2009-'10 maanden niet inzetbaar. Helmes' vervanger Eren Derdiyok presteerde daarop zodanig naar tevredenheid van trainer Jupp Heynckes dat Derdiyok ook eerste keus bleef toen Helmes weer speelklaar raakte.
Op 31 januari 2011 werd bekendgemaakt dat Helmes voor acht miljoen euro werd overgenomen door VfL Wolfsburg. Hij werd gehaald als vervanger van de naar Manchester City vertrokken Edin Džeko. Twee jaar later keerde Helmes terug naar FC Köln.
Onder leiding van de Oostenrijkse trainer-coach Peter Stöger won hij in het seizoen 2013/14 met 1. FC Köln de titel in de 2. Bundesliga, waardoor de club terugkeerde in de hoogste afdeling van het Duitse voetbal, de Bundesliga. In het daaropvolgende seizoen kwam hij geen enkele keer in actie vanwege een aanhoudende heupblessure. Die deed hem in juni 2015 beslissen om helemaal te stoppen met betaald voetbal. FC Köln nam hem daarop op in de trainersstaf.

## Clubstatistieken
| Seizoen | Club                | Land      | Competitie        | Duels | Goals |
| ------- | ------------------- | --------- | ----------------- | ----- | ----- |
| 2003/04 | Sportfreunde Siegen | Duitsland | Regionalliga Süd  | 17    | 1     |
| 2004/05 | Sportfreunde Siegen | Duitsland | Regionalliga Süd  | 34    | 21    |
| 2005/06 | 1. FC Köln          | Duitsland | Bundesliga        | 13    | 4     |
| 2005/06 | 1. FC Köln II       | Duitsland | Regionalliga Nord | 7     | 4     |
| 2006/07 | 1. FC Köln          | Duitsland | 2. Bundesliga     | 19    | 14    |
| 2007/08 | 1. FC Köln          | Duitsland | 2. Bundesliga     | 33    | 17    |
| 2008/09 | Bayer 04 Leverkusen | Duitsland | Bundesliga        | 34    | 21    |
| 2009/10 | Bayer 04 Leverkusen | Duitsland | Bundesliga        | 12    | 2     |
| 2010/11 | Bayer 04 Leverkusen | Duitsland | Bundesliga        | 11    | 5     |
| 2010/11 | VfL Wolfsburg       | Duitsland | Bundesliga        | 8     | 1     |
| 2011/12 | VfL Wolfsburg       | Duitsland | Bundesliga        | 16    | 12    |
| 2011/12 | VfL Wolfsburg II    | Duitsland | Regionalliga Nord | 1     | 1     |
| 2012/13 | VfL Wolfsburg       | Duitsland | Bundesliga        | 4     | 0     |
| 2012/13 | VfL Wolfsburg II    | Duitsland | Regionalliga Nord | 4     | 7     |
| 2013/14 | 1. FC Köln          | Duitsland | 2. Bundesliga     | 27    | 12    |
| 2014/15 | 1. FC Köln          | Duitsland | Bundesliga        | 0     | 0     |
| Totaal  | Totaal              | Totaal    | Totaal            | 240   | 122   |